# Jonas Ruch
Jonas Ruch (* 16. April 1998) ist ein Schweizer Unihockeyspieler. Er steht beim Nationalliga-A-Vertreter Unihockey Tigers unter Vertrag.

## Karriere

### Verein
Ruch begann seine Karriere beim UHC Grünenmatt, bei welchem er 2015 erstmals in der Nationalliga A zum Einsatz kam. In seiner ersten Saison in der höchsten Spielklasse absolvierte er zehn Partien. Ein Tor gelang ihm dabei nicht. In der folgenden Saison 2016/17 spielte er 24 Partien. Dabei erzielte er 16 Tore und lieferte 14 Torvorlagen. Trotzdem stieg er mit Grünenmatt in die Nationalliga B ab.
Nur wenige Wochen nach dem Ende der Meisterschaft gaben die Unihockey Tigers bekannt, dass Ruch bei den Tigers einen Zweijahresvertrag unterzeichnet hat.
2019 gewann Jakob mit den Unihockey Tigers Langnau den Schweizer Cup mit einem 9:8-Sieg über den Grasshopper Club Zürich.

### Nationalmannschaft
2017 nahm er erstmals an einem Vorbereitungsturnier der U19-Nationalmannschaft in Polen teil. Im Mai desselben Jahres spielte er unter Simon Meier bei der U19-Weltmeisterschaft in Schweden. Mit der Schweiz erreichte er den vierten Schlussrang. Ruch kam während des Turniers fünf Mal zum Einsatz und erzielte dabei drei Tore und legte vier weitere auf.

## Erfolge
- Schweizer Cup: 2019
- Champy Cup: 2013